# Cannabinoidmimetika
Als Cannabinoidmimetika (auch synthetische Cannabinoide) werden eine heterogene Gruppe von Molekülen bezeichnet, die im menschlichen Körper ähnliche pharmakologische Wirkungen wie Cannabinoide aufweisen, allerdings künstlich hergestellt und nicht der Cannabispflanze entnommen werden.
Als Droge, die zum Beispiel mit E-Zigaretten konsumiert werden kann, werden sie unter den Namen „Görke“, „Spice“, „Noid-Liquid“ bzw. „Noids“ (Slangbegriff, welcher vom englischen Begriff synthetic cannabinoids abgeleitet ist), wenn als Reinstoff angeboten, verkauft; dies wird von der Polizei als zunehmendes Problem gesehen.

## Eigenschaften
Cannabinoidmimetika sind teilweise Analoga von Cannabinoiden und werden nicht von der Cannabispflanze gebildet. Ihre chemische Struktur ähnelt nicht zwingend derjenigen natürlicher Cannabinoide, sie besitzen außerdem kein gemeinsames Kerngerüst, welches sie als chemische Klasse definiert, wie z. B. das Phenethylamin bei den Amphetaminen, sondern werden durch ihre Pharmakodynamik definiert und sind in ihrer Struktur sehr divers (Heterogenität). Ihre Gemeinsamkeit mit den natürlichen Cannabinoiden liegt darin, dass sie auf die Cannabinoid-Rezeptoren des Endocannabinoid-Systems wirken. Viele Cannabinoidmimetika sind Agonisten und größtenteils auch Vollagonisten der beiden Cannabinoid-Rezeptoren CNR1 und CNR2, was ihre oft enorme Potenz und Schwierigkeiten bei der Behandlung von Überdosen durch weniger potente Antidote, erklärt. Körpereigene Substanzen, die ähnliche pharmakologische Eigenschaften wie Cannabinoide und deren Mimetika haben, werden Endocannabinoide genannt. Cannabinoidmimetika sind z. B. JWH-018, JWH-073, JWH-122, CP-47,497, AM-2201 und 2-Isopropyl-5-methyl-1-[2,6-dihydroxy-4-(1,2-dimethylheptyl)phenyl]cyclohex-1-en. Die Antagonisten werden als Arzneimittel eingesetzt, während die Agonisten vorwiegend als Rauschmittel verwendet werden.
N-Isobutylamide aus Echinacea stellen eine neue Klasse von potenten Cannabinoidmimetika dar, die an die peripheren CB2-Cannabinoid-Rezeptoren auf Immunzellen binden, aber nicht an die CB1-Rezeptoren im zentralen Nervensystem. Somit ist Cannabis sativa nicht die einzige Pflanze, die Cannabinoid-Rezeptor-Liganden herstellt. Beta-Caryophyllen kommt in diversen Gewürzpflanzen vor und ist ebenfalls ein CB2-Cannabinoid. Yangonin aus der Kavapflanze (Piper methysticum) und diverse Catechine aus der Teepflanze (Camellia sinensis) wirken ebenfalls als (schwache) CB1-Rezeptoragonisten.